# گازداره
گازداره (به صربی: Gazdare) یک روستا در صربستان است که در مدوجا واقع شده‌است. گازداره ۵۷۱ نفر جمعیت دارد.